# سفين فريدريك ستراي
سفين فريدريك ستراي (بالنرويجية البوكمول: Sven Fredrik Stray)‏ هو لاعب كرة قدم نرويجي في مركز الدفاع، ولد في 29 يناير 1985 في أوسلو في النرويج. شارك مع منتخب النرويج تحت 21 سنة لكرة القدم. أما مع النوادي، فقد لعب مع نادي أود ونادي برينه.

## وصلات خارجية
- سفين فريدريك ستراي على موقع اتحاد النرويج (النرويجية)
- سفين فريدريك ستراي على موقع قاعدة بيانات كرة القدم.إي يو (الإنجليزية)
- سفين فريدريك ستراي على موقع Soccerway.com (الإنجليزية)